# Jacob Born starszy
Jacob Born starszy (ur. 24 lipca 1638 w Lipsku, zm. 12 czerwca 1709 w Dreźnie) – saski prawnik, królewsko-polski i elektorsko-saski rzeczywisty tajny radca, burmistrz Lipska.
Był synem prawnika i profesora Uniwersytetu w Lipsku Johanna Borna. Studiował na uniwersytetach w Lipsku, Jenie i Strasburgu. W 1663 uzyskał tytuł doktora. Od lat 60. XVII wieku obecny w radzie miasta Lipska. W latach 1679, 1682, 1685, 1688 i 1691 pełnił urząd burmistrza Lipska. W 1695 został rzeczywistym tajnym radcą księcia Fryderyka Augusta I, który w 1697 został królem Polski.